# Драгаш войвода (село)
Драга̀ш войво̀да е село в Северна България.
То се намира в община Никопол, област Плевен.

## География
Селото е разположено в живописна долина, на 3 км от река Дунав, 10 км източно от гр. Никопол и 36 км западно от гр. Белене, в границите природен парк „Персина“. Заобиколено е от разнообразни широколистни гори на изток и запад, и от Свищовско-Беленската низина на север – в посока към Дунав, тече малка рекичка /бара/ между няколко хълма отляво и дясно. Тези хълмове се отделят от дълбоки и дълги падини, по които при дъждовно време се стичало голямо количество вода, която нанасяла големи щети на селото и имотите северно от него.
ВЪЗНИКВАНЕ НА СЕЛОТО
Селото се основава към средата на XIX век под названието „Ерменлуй“. Това име носи от живеещите на два километра от селото няколко Ерменски семейства югоизточно от селото. По долината на малката селска баричка която и сега минава през селото под название Ерменлуйска бара се намирали десетина воденици - барешници, собственост на богати турски Бейове по време на османската власт, а и след освобождението – на местните богаташи от фамилиите на Радоловите и Йорговите и др. Освен местните жители и турците в селото живеели и 2 – 3 цигански семейства. По време на османската власт в селото не е съществувала никаква законна власт, всичко е било в ръцете на група турски паши и бейове.
СЕЛОТО СЛЕД ОСВОБОЖДЕНИЕТО
По време на Освобождението от османска власт, селото е наброявало 20 къщи и споменатите вече баришници /воденици/ с население около 130 души. Местните жители посрещат с радост идването на руските войски и им оказват ценно съдействие при придвижването им и при настаняването им. През 1912 година се открива училище. През 1917 – 21 г. селото чувствително се разраства, когато цели родове от Врачанския Балкан / Синьо бърдо, Старо село, Ребърково и др./ се заселват завинаги в Ерменлуй. Малко по-късно тук идват десетки семейства от западните Покрайнини, Добруджа, Западна и Одринска Тракия. С МЗ № 2820/обн. 14 август 1934 г. се преименува с. Ерменлуй на с. Драгаш войвода на името на Константин Драгаш – средновековeн владетел на Велбъждското деспотство. През периода 1948 – 50 г. се построява ново училище, което през 1964 г. се разширява – 17 класни и помощни стаи. Следва строителството на фурна, административна сграда, която през 1979 година се преустрои в детска градина. Завършена е и новата административно-търговска сграда, читалище и лятно кино. Селото е водоснабдено изцяло, шосирани са и асфалтирани хиляди квадратни метри пътища, улиците са осветени. Съобщителните услуги на жителите се извършват в добре уредена поща. Много грижи се полагат за здравеопазването. Добре обзаведеният здравен участък разполага с лекар, стоматолог и акушер. Телефонизация на селото се извършва периода 1987 – 90 година. През същия период е построена и нова сграда за културно масова дейност с двеста местен салон за културна дейност. Днес в тази сграда се помещава администрацията на Кметството, съвременно оборудвана за улесняване административното обслужване на населението. През 2003 година бе закрит Домът за възрастни с психични разстройства който осигуряваше 65 работни места. Определящи икономиката тук са растениевъдството и животновъдството сформирани в частни кооперации и сдружения. В селото функционира мандра за преработка на млечни продукти. От 2007 година се изгражда нов дом за хора с ментални увреждания. От 2000 година селото попада в рамките на Природен парк Персина, който цели съхраняването и възстановяването на крайдунавски влажни зони, като особено се набляга на запазване естественото състояние на околната среда. Язовирът и смесените гори в околностите на селището, китните местности Мешелик и Дълга шума предлагат красиви кътчета за отдих, почивка и риболов.

## Културни и природни забележителности
Природен парк „Персина“ е разположен по цялата дължина на Свищовско – Беленската
низина, част от Дунавската хълмиста равнина.

## Други
Селото е известно с живописната си природа

## Кухня
Кухнята е типично вкусната за Централна Северна България
- Триеница (домашна юфка с месо)
- Прясол (влашко ястие от печени чушки, домати и патладжан с чесън и печена риба)
- Мазница и бърканица (вид тутманик)
- Лукми (вид бухти)
- Качамак
- Смесена туршия /пупиреница/ (приготвя се от различни зеленчуци и плодове)